# Lysá hora (Góry Czerchowskie)
Lysá hora (814 m) – szczyt w miejscowości Kyjov, w Górach Czerchowskich na Słowacji.  Znajduje się w południowo-zachodnim grzbiecie Minčola, którym biegnie Wielki Europejski Dział Wodny. Północno-zachodnie stoki Lysej hory opadają do doliny płynącego przez Kyjov potoku Hradlová (dorzecze Popradu w zlewisku Bałtyku), południowo-wschodnie do doliny Lipiańskiego Potoku ( Lipianský potok), będącego w dorzeczu Torysy w zlewisku Morza Czarnego.
Lysą horę tylko częściowo porasta las. Na jej północnych stokach jest duża polana. Bezleśne, pokryte łąkami są również stoki południowo-zachodnie, przechodzące w wapienny Pieniński Pas Skałkowy. Na szczycie są dwie wieże z przekaźnikami radiokomunikacyjnymi. Północnymi stokami prowadzi szlak turystyczny.

## Szlaki turystyczne
wieś Pusté Pole – Kyjov – Lysá hora – Minčol